# 黃紹曾
黃紹曾（?—?），江西省贛州府贛縣人，清朝政治人物、同進士出身。
光緒十二年（1886年），参加光緒丙戌科殿試，登進士三甲165名。同年五月，改翰林院庶吉士。光緒十八年五月，散館，授翰林院檢討。